# گمگشته (فیلم)
گمگشته نام فیلمی ایرانی و به کارگردانی صمد صباحی و نویسندگی ولی‌الله خاکدان و محصول سال ۱۳۳۳ است.

## خلاصه داستان
«زرخواه» آنچنان مشغول خوشگذرانی است که توجهی به همسر و فرزندش ندارد و آخرالامر نیز هر دو را از خانه‌اش می راند. «ملیحه» همسر زرخواه در حادثه‌ای به قتل می‌رسد و تربیت فرزندش «هما» را خانواده‌ای عهده‌دار می‌شود. سال‌ها بعد هما با پدرش زرخواه روبرو می‌شود. زرخواه شیفتهٔ هما می‌شود ولی هما به او توجهی نمی‌کند. زرخواه تصمیم به خودکشی می‌گیرد. اما سرانجام واقعیت آشکار شده و زرخواه سرافکنده، پشیمان و مغموم از دخترش تقاضای بخشش می‌کند و دختر نیز سرانجام او را می‌بخشد.